# Нікандров Юрій Степанович
Юрій Степанович Нікандров (22.11. 1923 — 21.12. 2018) —  український радянський стрілець, заслужений майстер спорту СРСР

## Біографія
Юрій Степанович Нікандров народився 22 листопада 1923 року у Московській області в родині військового.
В 1941—1945 роках служив у лавах Червоної Армії. Воював на різних фронтах снайпером. Мав 8 поранень. Інвалід війни.
З 1947 року займався стендовою стрільбою. В 1950 році виконав норматив майстра спорту з стендової стрільби. Протягом 20 років був капитаном збірної команди СРСР зі стендової стрільби.
Учасник XV (м. Хельсінкі, Фінляндія),  XVI (м. Мельбурн, Австралія), XVII (м. Рим, Італія) Олімпійських ігор. Чемпіон світу 1958, 1963 років, бронзовий призер чемпіонату світу 1966 року. 6 разів завоювував медалі чемпіонату Європи (золоті та срібні). 12 –разовий чемпіон СРСР. На чемпіонатах України завоював 36 медалей.
В 1983—1995 роках працював тренером — викладачем зі стендової стрільби. Підготував 22 майстрів спорту, 2 майстрів спорту міжнародного класу.
Помер 21 грудня 2018 року в м. Одеса. Похований на Західному кладовищі.

## Нагороди
Є володарем 263  спортивних та державних нагород.
- Орден Вітчизняної війни 2 ст.
- Орден «За мужність» 3 ст.
- Медалі «За відвагу», «За бойові заслуги», «За трудову доблесть» та інші.

##### Звання
- Заслужений майстер спорту СРСР
- Заслужений тренер України